# Chajr Wahdat
Chajr Wahdat (tadż. Клуби футболи «Хайр» Ваҳдат) – tadżycki klub piłkarski, mający siedzibę w mieście Wahdat, niedaleko stolicy kraju Duszanbe.

## Historia
Chronologia nazw:
- 2004: FK Wahdat (ros. ФК «Вахдат»)
- 2006: Dżawoni Wahdat (ros. «Джавони» Вахдат)
- 2007: FK Wahdat (ros. ФК «Вахдат»)
- 2008: Chajr Wahdat (ros. «Хайр» Вахдат)

Piłkarski klub FK Wahdat został założony w miejscowości Wahdat w 2004 roku. W 2004 zespół debiutował w rozgrywkach Pierwszej Ligi Tadżykistanu. W 2006 klub zmienił nazwę na Dżawoni Wahdat, ale potem wrócił do poprzedniej nazwy. W połowie sezonu 2008 przyjął nazwę Chajr Wahdat. W 2009 zdobył wicemistrzostwo ligi i awans do Wyższej Ligi Tadżykistanu. W debiutanckim sezonie 2010 zajął 4. miejsce w końcowej klasyfikacji. Pierwszy sukces przyszedł w 2013, kiedy to zespół zdobył brązowe medale mistrzostw, a w 2014 srebrne. W 2015 debiutował w rozgrywkach pucharów azjatyckich.

## Sukcesy

### Trofea międzynarodowe
| \| \| Zdobyte trofea w rozgrywkach międzynarodowych (stan na: 31-12-2015) \| |                                                                     |      |          |
| Rozgrywki                                                                    | Osiągnięcie                                                         | Razy | Sezon(y) |
| · Liga Mistrzów AFC                                                          | zdobywca                                                            | 0    |          |
| · Liga Mistrzów AFC                                                          | finalista                                                           | 0    |          |
| Puchar AFC                                                                   | zdobywca                                                            | 0    |          |
| Puchar AFC                                                                   | finalista                                                           | 0    |          |
| Puchar AFC                                                                   | runda 2                                                             | 1    | 2015     |
| Azjatycki Puchar Zdobywców                                                   | zdobywca                                                            | 0    |          |
| Azjatycki Puchar Zdobywców                                                   | finalista                                                           | 0    |          |
| Puchar Prezydenta AFC                                                        | zdobywca                                                            | 0    |          |
| Puchar Prezydenta AFC                                                        | finalista                                                           | 0    |          |
| FIFA                                                                         | Zdobyte trofea w rozgrywkach międzynarodowych (stan na: 31-12-2015) |      |          |

### Trofea krajowe
Tadżykistan
| \| \| Zdobyte trofea w rozgrywkach Tadżykistanu (stan na: 31-12-2015) \| |                                                                 |      |          |
| Rozgrywki                                                                | Osiągnięcie                                                     | Razy | Sezon(y) |
| Mistrzostwo                                                              | I miejsce                                                       | 0    |          |
| Mistrzostwo                                                              | II miejsce                                                      | 1    | 2014     |
| Mistrzostwo                                                              | III miejsce                                                     | 1    | 2013     |
| II liga                                                                  | I miejsce                                                       | 0    |          |
| II liga                                                                  | II miejsce                                                      | 1    | 2009     |
| II liga                                                                  | III miejsce                                                     | 0    |          |
| Tadżykistan                                                              | Zdobyte trofea w rozgrywkach Tadżykistanu (stan na: 31-12-2015) |      |          |

## Stadion
Klub rozgrywa swoje mecze domowe na stadionie im. Safarbeka Karimowa w Wahdat, który może pomieścić 7 000 widzów.

## Piłkarze
| Nr | Poz. | Piłkarz               |
| -- | ---- | --------------------- |
|    | BR   | Mirali Murodov        |
|    | OB   | Idibek Habibulloev    |
|    | OB   | Mahmadloik Nuriddinov |
|    | OB   | Eraj Rajabov          |
|    | OB   | Bahodur Sharifov      |
|    | PO   | Misiam Inocente       |
|    | PO   | Muhsin Parpiev        |

| Nr | Poz.          | Piłkarz             |
| -- | ------------- | ------------------- |
|    | PO            | Samad Shohzukhurov  |
|    | NA            | Agbley Jones        |
|    | NA            | Yahaya Mubarak      |
|    | NA            | Dalerdzhon Sharipov |
|    | NA            | Mahmadali Sodikov   |
|    | {{{pozycja}}} | Parviz Hamidov      |
|    | {{{pozycja}}} | Vaysiddin Safarov   |

## Trenerzy
...
- 2010–2012:  Tohirdżon Muminow
- 2012–2013:  Jusuf Abdullojew
- 2013–2014:  Rustam Chodżajew
- 2014:  Piatro Kaczura
- 10.2014–2015:  Tohirdżon Muminow
- 2016–...:  Szarif Nazarow